# 窮山惡水電影小組
穷山恶水电影小组由导演杨潇与陈思思于2020年创立，其作品包括“窗台日志”、“欢墟”以及声音装置“再见语言”。他及小组作品曾在克莱蒙费朗、坦佩雷、釜山、夏威夷、汉堡、杭州、广州、西宁等国际电影节以及OCAT、广东时代美术馆、汉密尔顿美术馆、阿根廷南方双年展、成都双年展等当代艺术空间中展出。
其以新冠病毒流行期间上海封城为题材的纪录短片《备忘录》“以手機、電視、網路等手邊素材為底，捕捉封城下的荒謬封控、官民衝突，與一場注定失敗的人民抵抗”，获2023年第60屆金馬獎最佳纪录短片奖。